# Live at the Hollywood Palladium, December 15, 1988
Live at the Hollywood Palladium, December 15, 1988 es un álbum en directo del músico británico Keith Richards, publicado por la compañía discográfica Virgin Records en diciembre de 1991. Grabado durante una gira de promoción de Talk Is Cheap por Norteamérica a finales de 1998, Richards está apoyado por el grupo The X-Pensive Winos, formado por Waddy Wachtel, Steve Jordan, Charley Drayton, Ivan Neville y Sarah Dash. La lista de canciones de la gira incluyó principalmente el material de su primer disco en solitario, tocando diez de las once canciones del álbum, así como sus principales éxitos con The Rolling Stones, incluyendo «Happy», «Connection» y «Too Rude». 

## Lista de canciones
Todas las canciones compuestas por Keith Richards y Steve Jordan excepto donde se anota.
1. "Take It So Hard" – 4:27
2. "How I Wish" – 4:05
3. "I Could Have Stood You Up" – 4:30
4. "Too Rude" (Lydon Roberts, Sly Dunbar, Robbie Shakespeare) – 7:46
5. "Make No Mistake" – 6:30
6. "Time Is on My Side" (Norman Meade) – 4:32
7. "Big Enough" – 3:46
8. "Whip It Up" – 5:35
9. "Locked Away" – 5:49
10. "Struggle" – 4:35
11. "Happy" (Mick Jagger, Keith Richards) – 7:08
12. "Connection" (Mick Jagger, Keith Richards) – 2:33
13. "Rockawhile" – 6:16

## Personal
- Sarah Dash – coros, percusión, voz en "Time Is On My Side", y dúo en "Make No Mistake".
- Charley Drayton – bajo, coros y batería en "Take It So Hard" y "I Could Have Stood You Up".
- Steve Jordan – batería, coros, bajo en "Take It So Hard" y teclados en "I Could Have Stood You Up".
- Bobby Keys – saxofón.
- Ivan Neville – teclados, coros, guitarra en "Happy" y bajo en "I Could Have Stood You Up".
- Keith Richards – guitarra y coros.
- Waddy Wachtel – guitarra y coros.